# Gelasma dissimulata
Gelasma dissimulata är en fjärilsart som beskrevs av Walker 1861. Gelasma dissimulata ingår i släktet Gelasma och familjen mätare. Inga underarter finns listade i Catalogue of Life.